# Bisan Owda
Bisan Owda, arabiska: بيسان عودة; född 1997 eller 1998, är en journalist, aktivist och filmskapare från Palestina. Hon är uppväxt i Beit Hanun, Gaza. Hon är mest känd för sina videor på sociala medier som dokumenterar hennes upplevelser under Gazakriget på Gazaremsan sedan 7 oktober 2023. År 2024 vann hon Peabody-priset i nyhetskategorin samt  Edward R. Murrow-priset för nyhetsserier för sin serie med tv-kanalen Al Jazeera, vid namn 'It's Bisan from Gaza and I'm Still Alive' (översättning: 'Det är Bisan från Gaza och jag lever än'. Serien vann även, år 2024, en Emmy för Nyheter och Dokumentärfilmer.